# Verdi Ecologisti

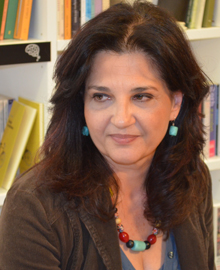
La leader del partito, Ioanna Kontouli

I Verdi Ecologisti (in greco Οικολόγοι Πράσινοι, Oikologoi Prasinoi) sono un partito politico verde attivo in Grecia dal 2002.
Si è affermato in seguito alla confluenza di vari movimenti d'ispirazione ecologista.
Alle elezioni parlamentari del 2009 non ha raggiunto lo sbarramento del 3%, attestandosi al 2,5% dei voti; alle elezioni europee del 2009 ha ottenuto il 3,5% e, per la prima volta, ha conquistato un seggio.

## Risultati elettorali
| Anno                   | Voti    | Seggi   |
| ---------------------- | ------- | ------- |
| Europee 2004           | 40 873  | 0 / 24  |
| Parlamentari 2007      | 75 529  | 0 / 300 |
| Europee 2009           | 178 960 | 1 / 22  |
| Parlamentari 2009      | 173 449 | 0 / 300 |
| Parlamentari 2012 (I)  | 185 485 | 0 / 300 |
| Parlamentari 2012 (II) | 54 408  | 0 / 300 |
| Europee 2014           | 51 703  | 0 / 21  |
| Parlamentari 2015 (I)  |         | 0 / 300 |
| Parlamentari 2015 (II) |         | 0 / 300 |
| Europee 2019           | 49 099  | 0 / 21  |
| Parlamentari 2019      |         | 0 / 300 |